# Célula de Golgi
En neurociencia, las células de Golgi son interneuronas inhibitorias que se encuentran en la capa granular del cerebelo. Se identificaron por primera vez como inhibitorias en 1964. También fue el primer ejemplo de red de retroalimentación inhibitoria en el que se identificó anatómicamente la interneurona inhibidora. Estas células hacen sinapsis con las dendritas de las células granulares y las células en cepillo unipolares. Reciben señales excitatorias de las fibras musgosas, que también hacen sinapsis con las células granulares, y de las fibras paralelas, que son axones largos de las células granulares. De este modo, este circuito permite la inhibición de avance y retroalimentación de las células granulares.
La principal sinapsis que realizan estas células es una sinapsis en la fibra musgosa - sinapsis excitatoria de las células granulares en un glomérulo. El glomérulo está formado por el terminal de la fibra musgosa, las dendritas de las células granulares, el terminal de Golgi y está rodeado por una capa glial. La célula de Golgi actúa alterando la sinapsis entre la fibra musgosa y la célula granular.
Las células de Golgi utilizan el GABA como neurotransmisor. El nivel basal de GABA produce una conductancia de fuga postsináptica mediante la activación tónica de los receptores GABA-A alfa 6 de la célula granular. Estos receptores de alta afinidad se localizan tanto sináptica como extrasinápticamente en la célula granular. Los receptores sinápticos actúan como mediadores de la contracción fásica, con una duración de unos 20-30 ms, mientras que los receptores extrasinápticos actúan como mediadores de la inhibición tónica de unos 200 ms, y se activan por el desbordamiento de la sinapsis.
Además, el GABA actúa sobre los receptores GABA-B situados presinápticamente en el terminal de la fibra musgosa. Estos inhiben los EPSCs evocados por la fibra musgosa de la célula granular de forma dependiente de la temperatura y la frecuencia. A altas frecuencias de disparo de las fibras musgosas (10 Hz), el GABA que actúa sobre los receptores GABA-B presinápticos no tiene ningún efecto sobre los EPSC evocados. Sin embargo, a una frecuencia de disparo baja (1 Hz), el GABA sí tiene un efecto sobre los EPSC mediados a través de estos receptores GABA-B presinápticos.

## Golgi tipo I
Una neurona Golgi tipo I tiene un axón largo que comienza en la materia gris del sistema nervioso central y puede extenderse desde allí. También se conoce como neurona de proyección. Incluyen las neuronas que forman los nervios periféricos y los largos tractos del cerebro y la médula espinal. Las neuronas Golgi II, por el contrario, se definen por tener axones cortos o carecer de ellos. Esta distinción fue introducida por el neuroanatomista pionero Camillo Golgi, basándose en la apariencia al microscopio de las neuronas teñidas con la tinción de Golgi que él había inventado. Santiago Ramón y Cajal postuló que los animales más desarrollados tenían más neuronas de Golgi tipo II en comparación con las de Golgi tipo I. Estas neuronas de Golgi tipo II tienen un aspecto estrellado y se encuentran en las cortezas cerebrales y cerebelosas y en la retina.

## Golgi tipo II
Una neurona Golgi tipo II no tiene axón o tiene un axón corto que no envía ramas fuera de la materia gris del sistema nervioso central.